# Hamburger Hof

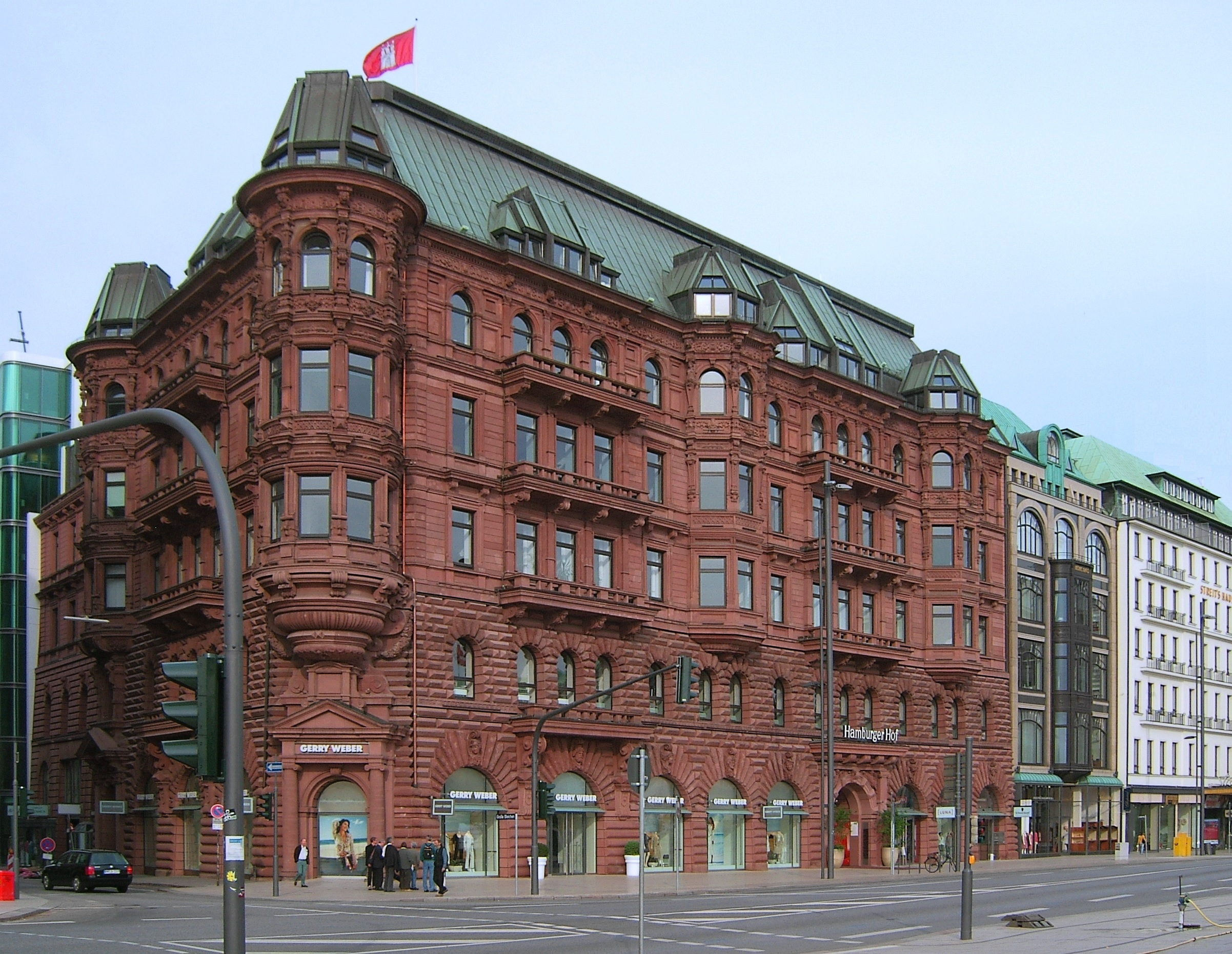
De Hamburger Hof

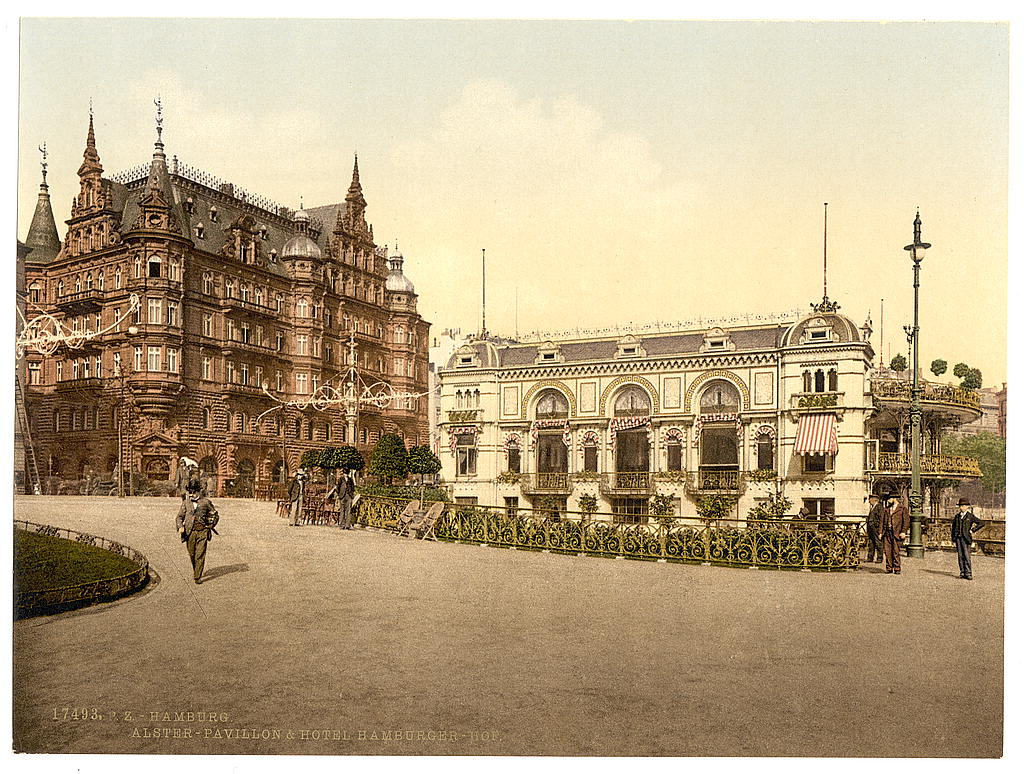
De Hamburger Hof met rijk uitgevoerde gevels en dak rond 1900 met rechts het Alster Paviljoen

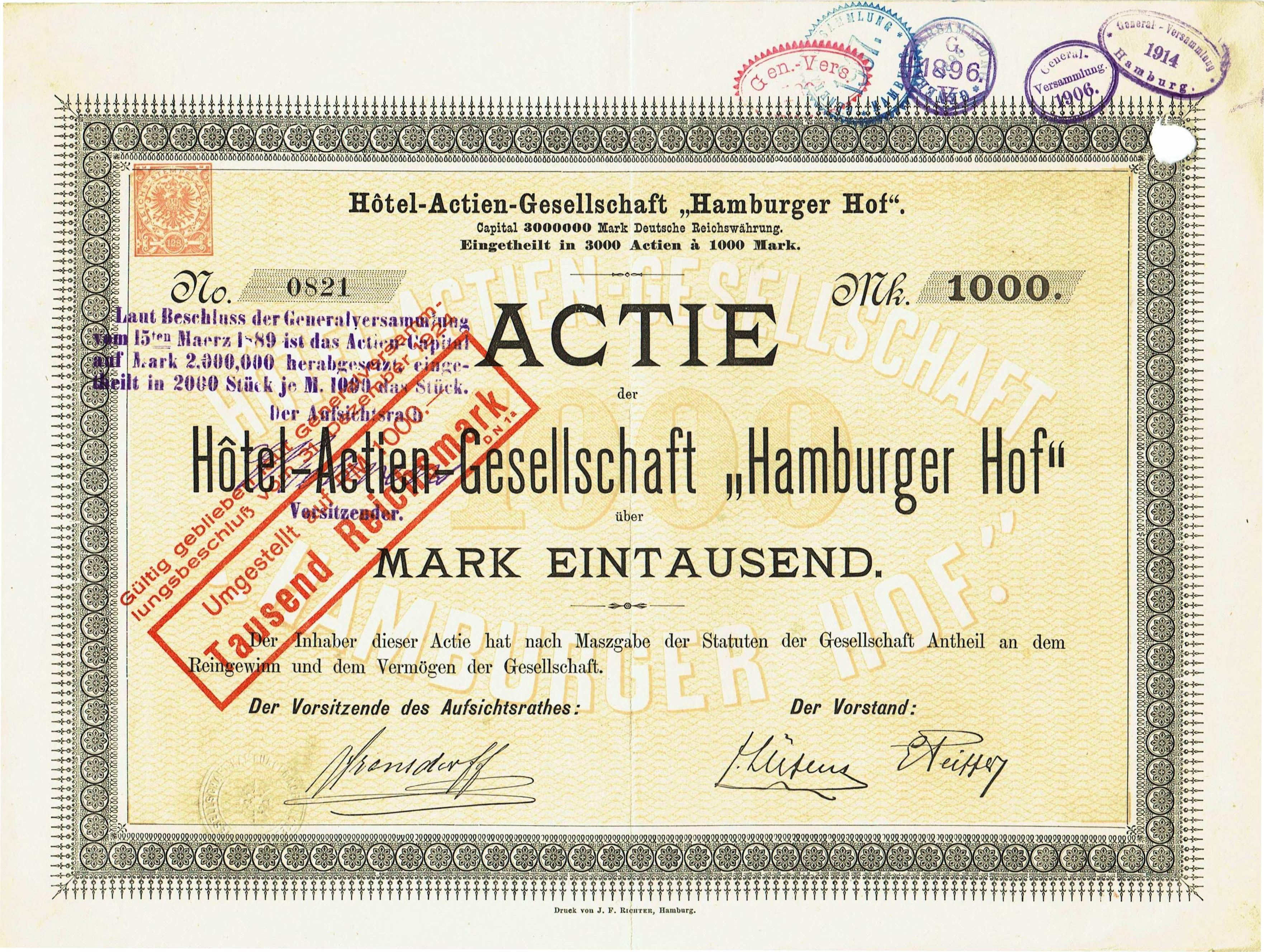
Aandelen van Hotel-AG "Hamburger Hof" uit 1881

Hamburger Hof is de naam van een gebouw aan de Jungfernstieg in Hamburg en van de daarin gelegen winkelgalerij.
Het gebouw staat op de hoek van de Jungfernstieg en de Große Bleichen. De doorgaande winkelpassage loopt van de Jungfernstieg naar de Poststrasse ter hoogte van de Hanse-Viertel.

## Geschiedenis
Oorspronkelijk stond op deze locatie de eerste winkelpassage in Duitsland, het exclusieve en luxe “Sillem's Bazar” met 34 winkels en het “Hôtel de Russie”.
Nadat deze gesloopt werden ontstond op deze locatie het hotel "Hamburger Hof". Het huidige van rode zandsteen werd in de periode 1881-1883 gebouwd naar plannen van de architecten Bernhard Hanssen en Emil Meerwein. De gevels bevatten kunstsculpturen van Engelbert Peiffer (1830–1896).
Het hotel werd beschouwd als een van de beste hotels van de stad en werd ook gebruikt voor tal van evenementen en feesten. Tot de prominente gasten in de geschiedenis van het hotel zijn onder andere: de Chinese onderkoning Li Hongzhang in 1896, in 1897 de Thaise koning Chulalongkorn, in 1900 Prins Heinrich van Pruisen, in 1904 koning Edward VII van Engeland en in 1912 koning Frederik VIII van Denemarken. Deze laatste stierf als gevolg een beroerte op de promenade voor het hotel.
In 1917 werd het gebouw door brand beschadigd en omgebouwd tot kantoorgebouw. In 1944 werd het oorspronkelijk rijkelijk ontworpen en rijkelijk versierde gevels en daken met torenspitsen bij een bomaanslag vernietigd en vervangen door een eenvoudig vormgegeven dak. Tussen 1976 en 1979 werd de "Hamburger Hof" door de architect Hans Joachim Fritz omgebouwd tot een modern kantoorgebouw en voorzien van een winkelgalerij. Het dak werd gewijzigd zodat de dakverdieping ook als kantoor bruikbaar is en bedekt met koper. De passage werd in 1999/2000 opnieuw ingrijpend verbouwd.
Tegenwoordig staat het gebouw onder monumentenzorg.